# Andreas Demmer
Andreas Demmer (* 9. August 1914 in Amberg; † nach 1979) war ein deutscher Kameramann.

## Werdegang
Die Ausbildung zum Kameramann erhielt Andreas Demmer bei der UFA. Nach dem Krieg ging er in die Schweiz, wo er zunächst für August Kern und später für Heinrich Fueter im Aufrags- und Dokumentarfilmbereich arbeitete. 
Erwin C. Dietrich setzte ihn ebenfalls bei einigen seiner Filme ein.

## Filmografie
- 1961: Seelische Grausamkeit
- 1964: Schellen-Ursli
- 1966: Der Würger vom Tower
- 1966: Schwarzer Markt der Liebe
- 1968: … und noch nicht sechzehn
- 1968: Hinterhöfe der Liebe
- 1968: Django Nudo und die lüsternen Mädchen von Porno Hill
- 1968: Die sechs Kummerbuben
- 1969: Nackter Norden
- 1969: Robin Hood und seine lüsternen Mädchen
- 1970: Porno Baby
- 1971: Die Sex-Abenteuer der drei Musketiere
- 1971: Die Stewardessen
- 1974: Was geschah wirklich mit Miss Jonas?
- 1974: Mädchen, die sich hocharbeiten
- 1975: Rolls-Royce Baby
- 1977: Der Ruf der blonden Göttin
- 1979: 6 Schwedinnen im Pensionat